# Mora (taalkunde)
De mora (meerv mora's/morae) is een eenheid met behulp waarvan de lengte ofwel het gewicht van een lettergreep wordt gemeten op grond van de nucleus en de coda (gezamenlijk vormen deze het rijm). Op hun beurt hangen hier weer zaken als klemtoon, ritme en duur van af.
Er bestaat geen duidelijk afgebakende definitie van het begrip mora. In 1968 omschreef een Amerikaanse taalkundige het als "iets waarvan een lange lettergreep uit twee delen bestaat en een korte lettergreep uit een."

## Etymologie
Het woord "mora" is afgeleid van het Latijnse woord morari, dat "aarzelen, dralen" betekent.

## Beschrijving
Een lettergreep met maar één mora wordt monomoraïsch (licht/kort) genoemd, een lettergreep met twee mora's bimoraïsch (zwaar/lang), en een lettergreep met drie mora's trimoraïsch (superzwaar/-lang). Dit laatste type lettergreep komt weinig voor, maar wel in bijvoorbeeld het Vedisch Sanskriet.
De anlaut van een lettergreep vertegenwoordigt nooit een mora. De volgende lettergreepdelen zijn wel moraïsch:
1. De nucleus vertegenwoordigt één mora als hij alleen uit een korte klinker bestaat (zoals de tweede lettergeep in het Latijnse ár-bo-rem), en twee mora's als hij uit een lange klinker of uit een diftong bestaat (zoals de eerste lettergreep van ár-bo-rem). Beklemtoonde lettergrepen zijn dus bimoraïsch, terwijl onbeklemtoonde lettergrepen over het algemeen monomoraïsch zijn. Ook medeklinkers kunnen in sommige talen zoals het Slowaaks deel uitmaken van de nucleus, en vertegenwoordigen dan al naargelang hun lengte één of twee mora's.
2. In sommige talen zoals het Japans vertegenwoordigt de coda ook een mora, in andere talen zoals het Iers niet. Vaak hangt dit af van het al dan niet beklemtoonde karakter van de lettergreep. In het Engels is het woord cat bimoraisch, terwijl de tweede lettergreep van rab-bit eerder monomoraïsch lijkt.
3. In sommige talen bestaan behalve mono- en bimoraïsche ook nog "superzware", ofwel trimoraïsche lettergrepen. Deze lettergrepen hebben zowel een lange klinker of diftong in de nucleus als een coda. Lettergrepen van vier mora's of nog meer bestaan naar alle waarschijnlijkheid niet.